# 赤い星

赤い星

ソビエト連邦の国旗に存在した「赤い星」

赤い星（ロシア語: Красная звезда クラスナヤ・ズヴェズダ、英語: Red star）は、一般的な赤色の五点星（五光星）の図案である。色々な政治的または宗教的な意味を込めて、国旗、旗、勲章、モニュメント、ロゴなどに使用されている。
20世紀以降、「赤い星」は特にレーニン主義に基づく共産主義のシンボルとして広く使われており、「黄金の星」（ゴールドスター）とも呼ばれる黄色の星（中華人民共和国の国旗などで使用）も共産主義のシンボルとして使用される場合は「赤い星」と呼ばれる。
なお、「赤い星」は他の意味でも使われている場合があり、類似の図案としてアメリカ合衆国の国旗などの「銀の星」（シルバースター）とも呼ばれる白い星などがある。

## 共産主義のシンボル
「赤い星」は共産主義や社会主義などのシンボルとしても用いられている。

### 意味
共産主義のシンボルとして使われる場合、以下の意味を表しているとされる。五つの頂点は、ヒトの頭や脚や腕を、花冠の五つ弁を、 労働者の手の五本の指を、また世界の五大陸を表す。その他の解釈としては、五つの頂点がそれぞれ共産主義を指導する五つの社会集団（青年、兵士、産業労働者、農業労働者、インテリゲンチャ）を表す。一般的に、赤い星は、共産党の支配と指導の下での社会の新秩序の正しさを表す象徴とされていた。

### 起源
現在へつながる赤い星の始まりは、帝政ロシア時代にまでさかのぼる。1827年、将官クラスの階級章に赤い五芒星が使われるようになった。ローマ神話の戦神マールスにちなんで「マルスの星」と呼ばれ、以来ロシアの軍事的象徴として使われた。後に帝政の象徴である双頭の鷲が赤い星の中へ入れられている。なおマールスは古代ローマにおいて、農民（とくに農業労働者）の守護神でもあった。
第一次世界大戦の終わり頃からロシア内戦（1918年 - 1922年）の時期、これがボリシェヴィキでも大々的に導入された。1917年、ドイツ帝国およびオーストリア・ハンガリー二重帝国との戦闘で撤退を迫られたロシア軍はモスクワまで退却し、モスクワ守備隊と混ざり合う状態になった。モスクワに殺到するロシア軍部隊と地元の守備隊とを区別するため、守備隊の将校たちは兵士達にブリキの星を与えて帽子に付けさせた。このモスクワ守備隊が後に赤軍とボリシェヴィキ政府に合流した際、兵士達はブリキの星を共産主義を象徴する赤色で塗り、これが赤い星の起源とされる。
その他の説として、赤い星は赤軍にいたユダヤ人兵士が取り入れたというものもある。この説ではユダヤ人兵士らは、ロシア革命がロシアに「約束の地」を作るものだと信じて彼らのシンボルである星を赤く塗ったとされるが、この説の真偽は疑わしい。この推測の元には、反ユダヤ主義と反共主義との両方によくある、ユダヤ人のダビデの星（六芒星）と共産主義者の赤い星（五芒星）は同じものなのではないかという誤解と混同がある。
また別の説には、レオン・トロツキーとニコライ・クリレンコ（Nikolai Krylenko）との出会いが赤い星の誕生のきっかけだと主張するものもある。ボリシェヴィキのメンバーで1917年に赤軍総司令官となったクリレンコはエスペランティストでもあったが、彼はエスペラントの象徴である緑の星（緑星旗参照）のバッジを身に着けていた。トロツキーはその星の意味を尋ね、クリレンコから星のそれぞれの頂点が五大陸のそれぞれを指すという説明を受けた。これを聞き、トロツキーは赤軍兵士には赤い星を付けさせようと考えたという説である。この説も、彼らの間にこのような出会いがあったかどうか定かではないため真偽は不明である。

赤軍の旗
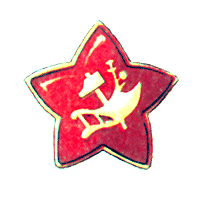
赤軍の赤い星（1918年）
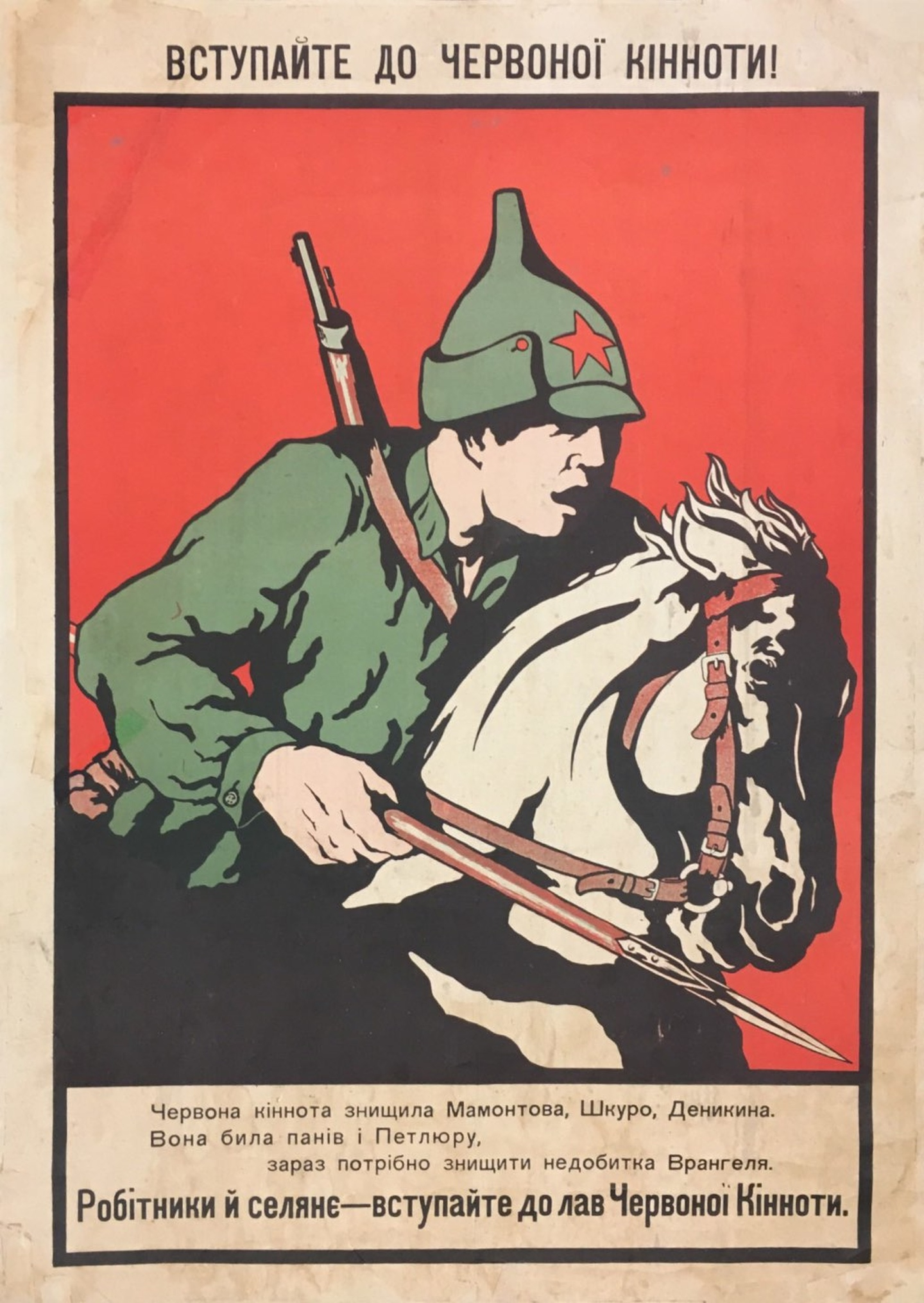
制帽のBudenovkaを着用した赤軍騎兵のポスター（1920年）
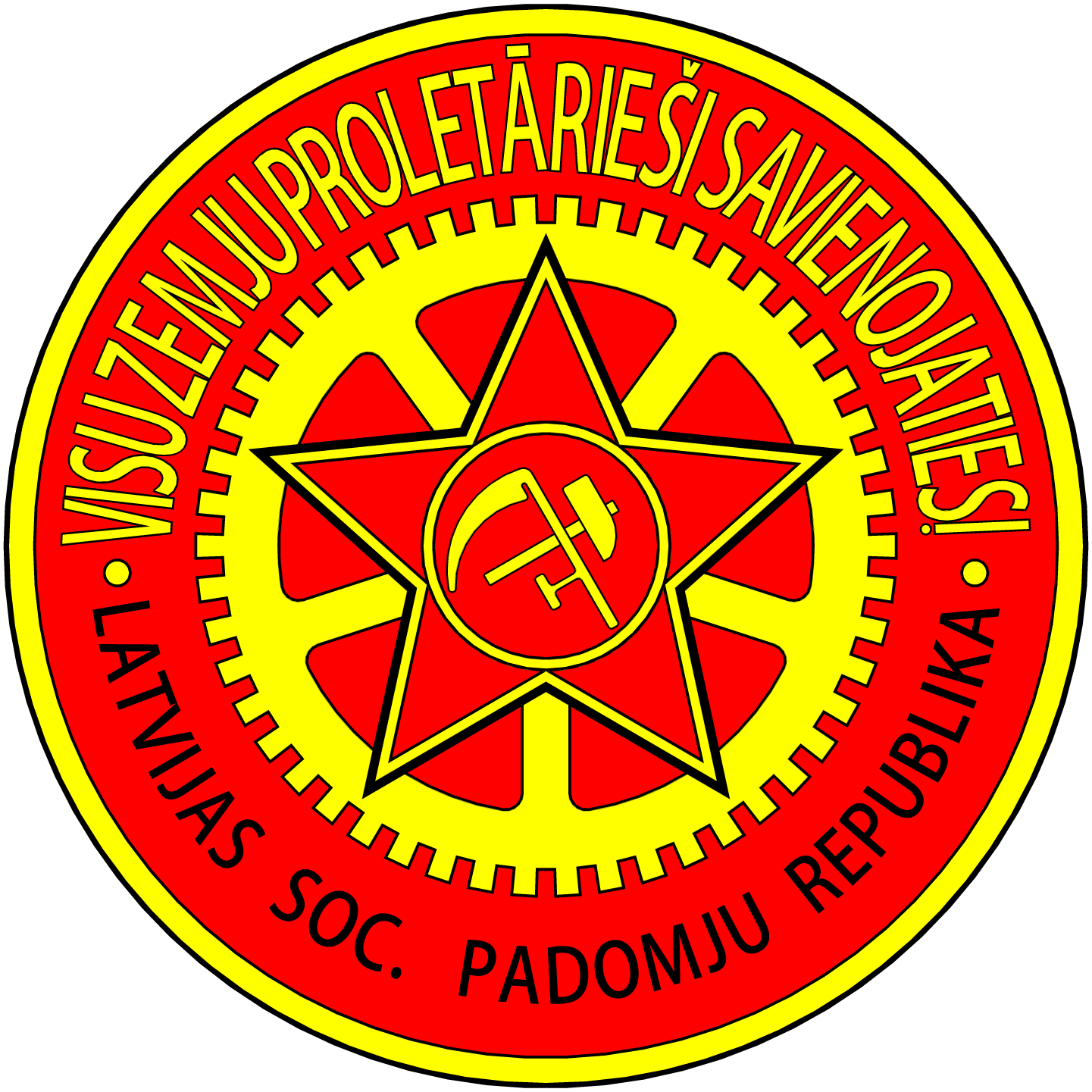
ラトビア社会主義ソビエト共和国の紋章（1919 - 1920年）

### 使用例
赤い星は、共産主義国家の国旗や国章に使われていた。例えば、ソビエト連邦の国章やユーゴスラビアの国旗には、赤い星があしらわれていた。またスペインのカタルーニャ語圏のエステラーダ旗など、分離主義や社会主義のシンボルにも使われている。
「赤地に黄色い星」も、中華人民共和国の国旗やベトナム社会主義共和国などで同様の意味合いで用いられている。なお、中華人民共和国の国旗は「五星紅旗」、ベトナム社会主義共和国の国旗は「金星紅旗」という。極東共和国では人民革命軍の軍服に赤い星と同じ意味を込めて黄色い星を使っていた。また、鎌と槌のマークが、赤い星の中や下に表されることもある。なおキューバの国旗では赤地に白い星だが、これはキューバ革命以前から使用されている。
1989年の東欧民主化革命によって共産党国家が崩壊すると、新く成立した国家では「赤い星」が国旗や国章から消去された。又、「赤い星」を使用していたソビエト連邦（1991年末日解体）やユーゴスラビア社会主義連邦共和国（1992年4月27日解体）は解体され、分離独立したマケドニア共和国の国旗や国章では赤い星を使用し続けていたが、1991年から2009年にかけて消去された。
更に、いくつかの国では「赤い星」の使用が禁止されるようになった。ハンガリーでは、1993年の改正刑法により、赤い星を公的に使用したり見せたりすることは違法行為となる。しかし、ソビエト連邦軍の継承軍であるロシア連邦軍は、「脱共産化」とは裏腹に、今でも赤い星をシンボルとして使用している。又、ソビエト連邦構成国家だった現国家には、国籍識別標、軍の装備等に赤い星が残っている。ロシア連邦軍の新聞は、『クラスナヤ・ズヴェズダ』という名前のままである。
東ヨーロッパには、共産党時代（1945年 - 1989年）に創立されたプロスポーツクラブに、「赤い星」を称するチームもある。ベオグラードの『FKツルヴェナ・ズヴェズダ』、『KKツルヴェナ・ズヴェズダ』、『OKツルヴェナ・ズヴェズダ』などはその例である。
赤い星は、アメリカ合衆国など、冷戦の西側諸国の社会主義者の間でも使われていた。また1990年代に活躍したミクスチャーロックバンド、レイジ・アゲインスト・ザ・マシーンも彼らの急進的思想を表現するために赤い星を使用した。

## マケドニア国章の変遷

マケドニア人民共和国の国章（1944年から1946年）
マケドニア社会主義共和国の国章（1946年から1991年まで）
マケドニア共和国の国章（1991年から2009年まで）

## 旧ソビエト連邦構成国の国籍識別標

カザフスタン軍の国籍識別標
タジキスタン軍の国籍識別標
ベラルーシ軍の国籍識別標
ロシアの国籍識別標
ロシアの国籍識別標（2010年から2013年まで）

## 共産主義や社会主義のシンボル

### ソビエト連邦

ソビエト連邦の国旗(1923-1955年)
ソビエト連邦の国旗(1955-1980年)
ソビエト連邦の国籍識別標（1922年 - 1943年）
ソビエト連邦の国籍識別標（1943年 - 1991年）
ソビエト連邦の国旗(1980-1991年)
ソビエト海軍の軍艦旗
ソビエト海軍の艦首旗
ソビエト連邦の国章(1923-1936年)
ソビエト連邦の国章(1946-1956年)
ソビエト連邦の国章(1958-1991年)
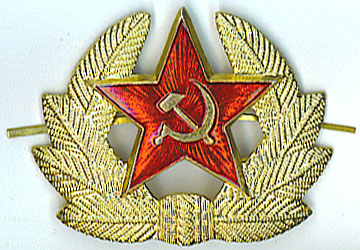
ソビエト連邦軍の帽章
モスクワのクレムリンの赤い星(1937年)
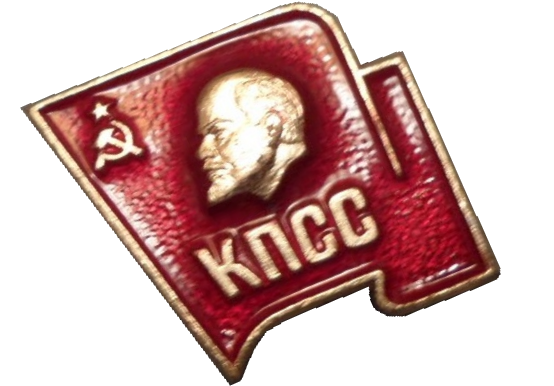
ソビエト連邦共産党の党員バッジ

### ユーゴスラビア社会主義連邦共和国

ユーゴスラビア共産主義者同盟の党旗
ユーゴスラビアの国旗(1945-1992年)
ユーゴスラビアの国章(1943-1946年)
ユーゴスラビアの国章(1946-1963年)
ユーゴスラビアの国章(1963-1992年)
ユーゴスラビア社会主義連邦共和国の大統領旗
? ユーゴスラビア社会主義連邦共和国の商船旗
?ユーゴスラビア社会主義連邦共和国の軍艦旗
?ユーゴスラビア社会主義連邦共和国の軍艦用国籍旗
ユーゴスラビアの国籍識別標(1945-1992年)
マケドニア社会主義共和国の国旗(1943-1990)
マケドニア人民解放反ファシスト会議が制定したマケドニア国家の旗（1944年-1946年）
?ボスニア・ヘルツェゴビナ社会主義共和国の国旗（1945年 - 1992年）
クロアチア社会主義共和国の国旗
スロベニア社会主義共和国の国旗
モンテネグロ社会主義共和国の国旗
セルビア社会主義共和国の国旗
コソボ社会主義自治州の旗
ヴォイヴォディナ社会主義自治州の旗

### ソビエト連邦やユーゴスラビア以外の社会主義国

アルバニアの国旗(1946-1992年)
アルバニアの国章(1946-1991年)
アルバニア社会主義人民共和国の国籍識別標（1946年-1958年）
アルバニア社会主義人民共和国の国籍識別標（1960年-1991年）
アルバニア社会主義人民共和国の国籍識別標（別の仕様、1960年-1991年）
アルバニア社会主義人民共和国のフィンフラッシュ
労働連盟 (レバノン)の旗
共産党政権時代のチェコスロバキアの国章（1961年-1989年）
?共産党政権時代のチェコスロバキアの軍艦旗（1955年-1960年）
?共産党政権時代のチェコスロバキアの大統領旗（1960年-1990年）
チェコスロバキア共産党の党旗
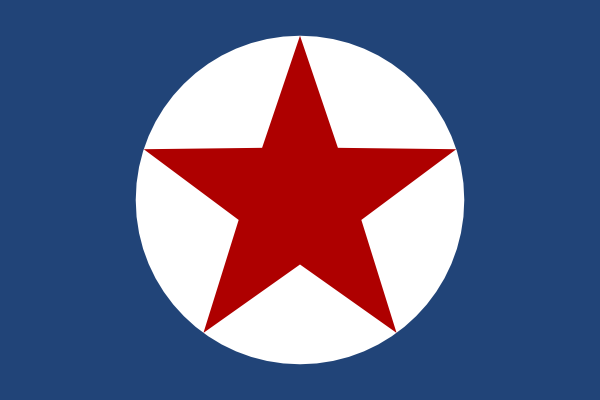
?チェコスロバキア海運会社の旗
ドイツ共産党の党旗
チェコスロバキア共産党の党章
モンゴル人民共和国の国章（1940年-1941年）
モンゴル人民共和国の国章（1941年-1960年）
モンゴル人民共和国の国章（1960年-1991年）
ブルガリア人民共和国の国旗(1946-1967)
ブルガリア人民共和国の国旗(別の仕様、1948-1967)
ブルガリア人民共和国の国旗(1967-1971年)
ブルガリア人民共和国の国旗(1971-1990)
ブルガリア人民共和国の軍艦旗
ブルガリア人民共和国の軍艦旗
ブルガリア人民共和国の国章(1948)
ブルガリア人民共和国の国章(1948-1968)
ブルガリア人民共和国の国章(1968-1971)
ブルガリア人民共和国の国章(1971-1990)
ブルガリアの国籍識別標(1948-1992年)
南イエメンの国旗(イエメン人民共和国、イエメン人民民主共和国、1967-1990)
イエメン社会党の党旗
ラオス人民民主共和国の国章（1975年-1991年）
イエメン人民共和国の国章（1967年-1970年）
イエメン人民民主共和国の国章（1970年-1990年）
イエメン人民共和国の国籍識別標（1967年-1992年）
モンゴル人民共和国の国籍識別標（1949年-1992年）
ブルキナファソの国章（1984年-1991年）
ベナン人民共和国の国旗(1975-1990)
ベナン人民共和国の国章（1975-1990）
経済相互援助会議（コメコン）の旗
1932年から1958年、および1961年から1963年にかけて用いられたシリアの国旗
トルコの革命人民解放党の党旗
メキシコのサパティスタ民族解放軍の旗
共産主義時代のハンガリーの国章(1949-1957)
共産主義時代のハンガリーの国章(1957-1990)
?共産主義時代のハンガリーの国旗(1949-1957)
?1957-1989年のハンガリーの国旗(非公式、1957-1989)
ハンガリーの国籍識別標(1949-1951)
ハンガリーの国籍識別標(1951-1990)
? ルーマニア人民共和国の国旗 (1952-1965)
? ルーマニア社会主義共和国の国旗 (1965-1989)
ルーマニア人民共和国の国章（1952年~1965年）
ルーマニア社会主義共和国の国章（1965年~1989年）
ルーマニア軍の国籍識別標(1947-1985)
アフガニスタン共和国の国籍識別標(1983-1992)
民主カンプチアの国籍識別標
?モザンビークの国旗(1975-1983年)
モザンビークの国章(1975-1982年)
?モザンビークの国旗(1983年)
朝鮮民主主義人民共和国の国旗
朝鮮民主主義人民共和国の国章
中国人民解放軍のエンブレム
イタリアのパルチザンの第63旅団の旗(1943-1945年)
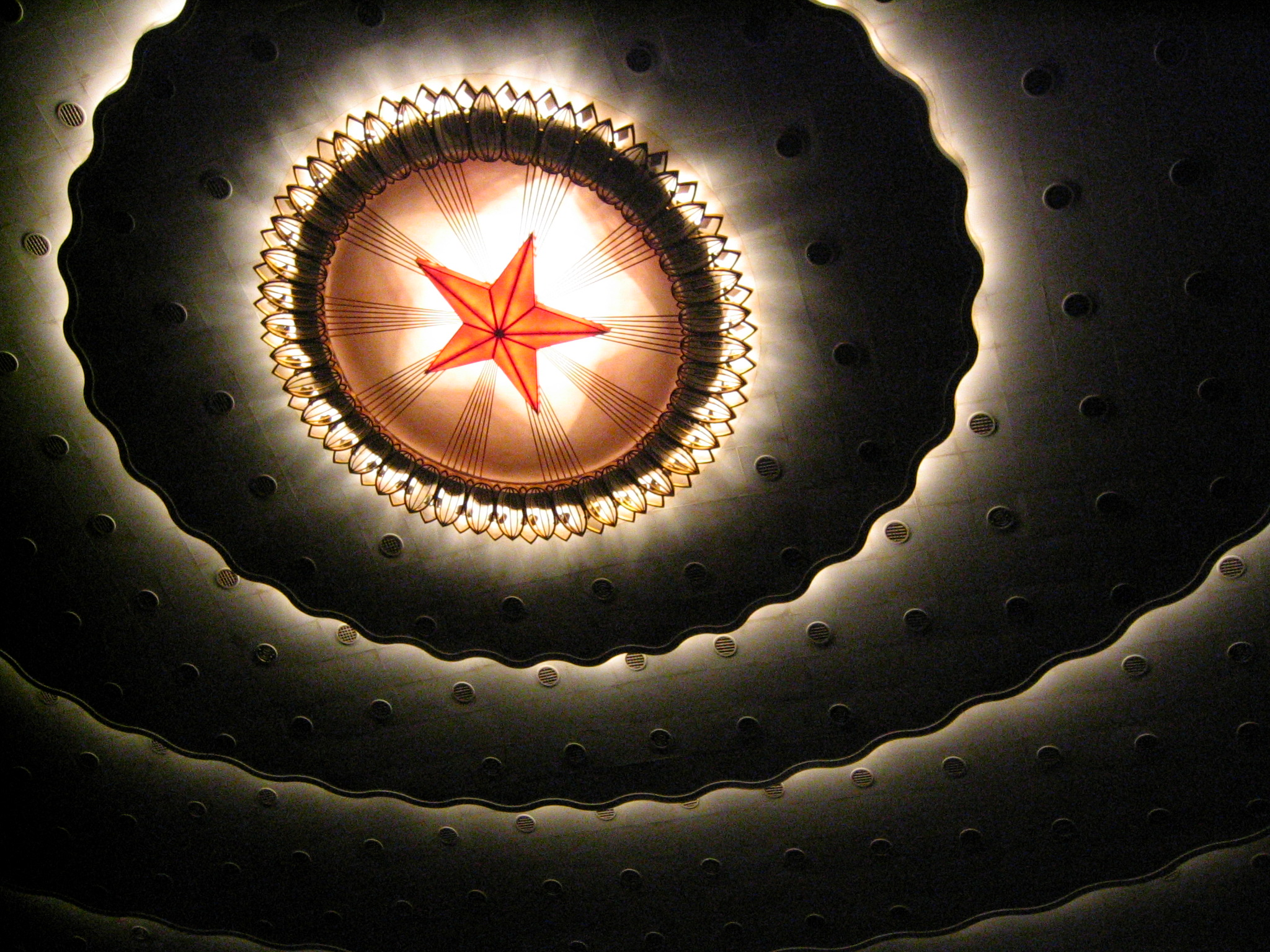
中華人民共和国の人民大会堂の天井の「赤い星」
西ドイツのドイツ赤軍のマーク

#### 赤以外の「赤い星」
実際には赤色以外だが、共産主義のシンボルとして使用され「赤い星」とも呼ばれるものには以下がある。

中華人民共和国の国旗
モンゴルの国旗(1949-1992年、モンゴル人民共和国)
ベトナムの国旗
ベトナム人民軍軍旗及び軍艦旗
ベトナム軍の国籍識別標
（1978-1983）
アフガニスタン民主共和国の国旗（1978年 - 1980年）
コンゴ人民共和国の軍旗(1970年-1992年)
コンゴ人民共和国の国籍識別標(1970年-1992年)
コンゴ人民共和国の国旗(1970年-1992年)
中華ソビエト共和国(1931-1934年)の国旗
中国工農紅軍の旗
中国人民解放軍の軍旗
アンゴラ人民共和国の国旗（1975年）（歯車と鉈の交差は労働者と農業の団結と社会主義表す）
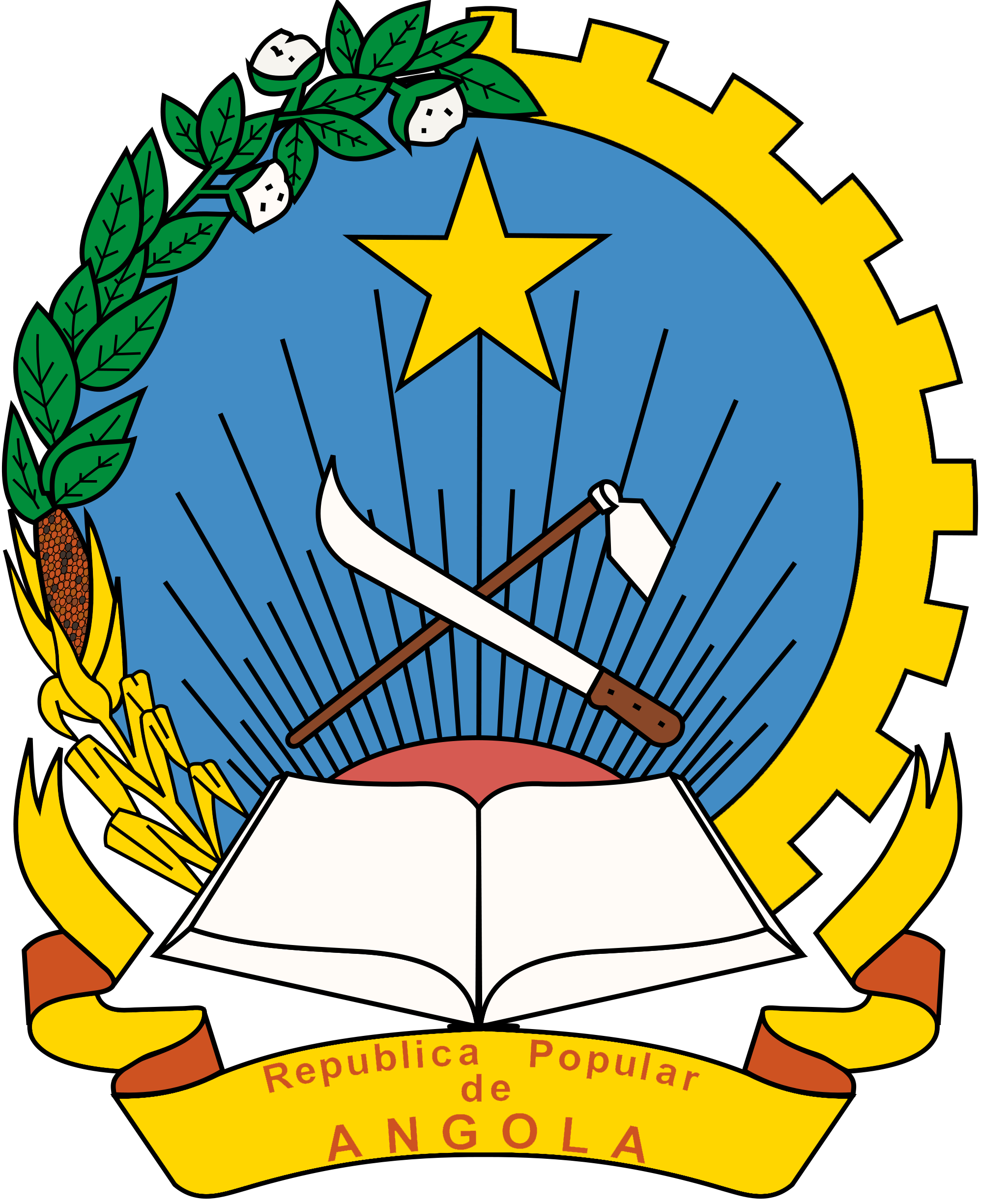
アンゴラ人民共和国の国章（1975年）（歯車と鉈の交差は労働者と農業の団結と社会主義表す）
モザンビーク解放戦線の党旗(1997-2004年)（鍬と槌の交差は、農民と労働者の団結と共産主義を表す）
ギニア・カーボベルデ独立アフリカ党の党旗
ギニアビサウの国旗
ギニアビサウの国籍識別標
ギニアビサウの国章
イタリアの赤い旅団の旗
キューバの国旗（実際にはキューバ革命以前からの国旗で、星は独立を表し、本来は共産主義を表したものではない）
キューバ軍の国籍識別標（実際にはキューバ革命以前からの国籍標識で、星は独立を表し、本来は共産主義を表したものではない）
キューバ軍の国籍識別標（1955-1959）
キューバ軍の国籍識別標（1959-1962）
キューバのフィンフラッシュ
キューバ革命軍のエンブレム

### 派生
その他に、社会主義や共産主義を意味するものには以下がある。

ジンバブエの国旗
ジンバブエの国章
アフガニスタンの国章（1928-1929）
?国際旅団の旗
?イラクの国旗（1959年 - 1963年）
ベラルーシの国章（ソビエト連邦時代の白ロシア共和国の国章から、中央の鎌と槌がベラルーシの国土に変更わった
モザンビークの国章
沿ドニエストルの国旗（政府用旗）
沿ドニエストルの国章
ルガンスク人民共和国の国章

## その他の使用例
共産主義の意味以外での赤い星は、以下画像の他、北海道開拓使の徽章、サッポロラガービール、ビールのハイネケン、百貨店のメイシーズ、WebブラウザのMozillaなどのシンボルに使われている。

アルバの旗
パナマの国旗
?パナマの旧国旗
パナマの国章
フランス領ギアナの旗
アクレ州の旗
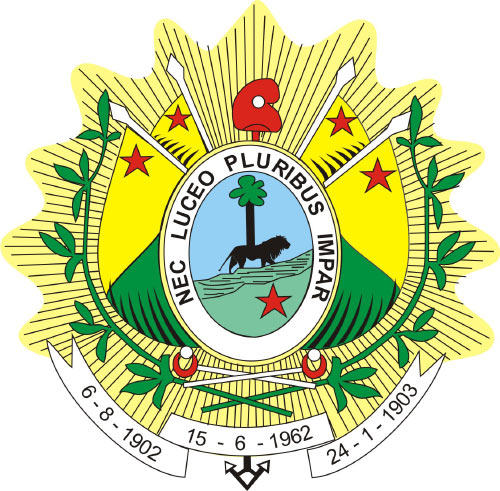
アクレ州の紋章
パナマ軍の国籍識別標
ニュージーランドの国旗
アルジェリアの国旗
?アルジェリアの軍艦旗
アルジェリアの軍艦用国籍旗
?アルジェリアの旧国旗（1958年-1962年）
アルジェリアの国章（1962年 - 1971年）
アルジェリアの国章（1971年 - 1976年）
アルジェリア軍の国籍識別標（1962年-1964年）
アルジェリア軍の国籍識別標
?フランス領チュニジアの旗
?1999年までのチュニジアの国旗
チュニジアの国旗
チュニジアの国章（1963年 - 1989年）
チュニジア現在の国章
チュニジア軍の国籍識別標
北キプロスの国旗(1984年-)
カリフォルニア州の旗
アメリカ合衆国のワシントンD.C.の市旗
アメリカ合衆国アラバマ州のバーミングハムの旗
スイスのヴァレー州の旗
西サハラの国旗
西サハラの国章
シンガポールの政府用船旗
シンガポールの軍艦旗
?オランダ領ギアナの旗（1959年 - 1975年）
ジブチの国旗
ジブチの国章
ジブチ軍の国籍識別標
ドレンテ州の旗
世界の旗
ブルンジの国旗
ボネール島の旗
?フランス占領期のフェザーンの旗
?アラブ・イスラム共和国の国旗
ダビデの赤盾
ダビデの赤盾と赤水晶
メキシコのアルタ・カリフォルニアでの1836年の反乱の旗
日本の長崎市の旗
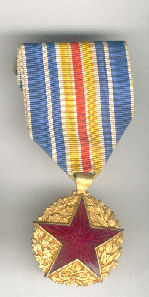
フランスの勲章(1915年-)
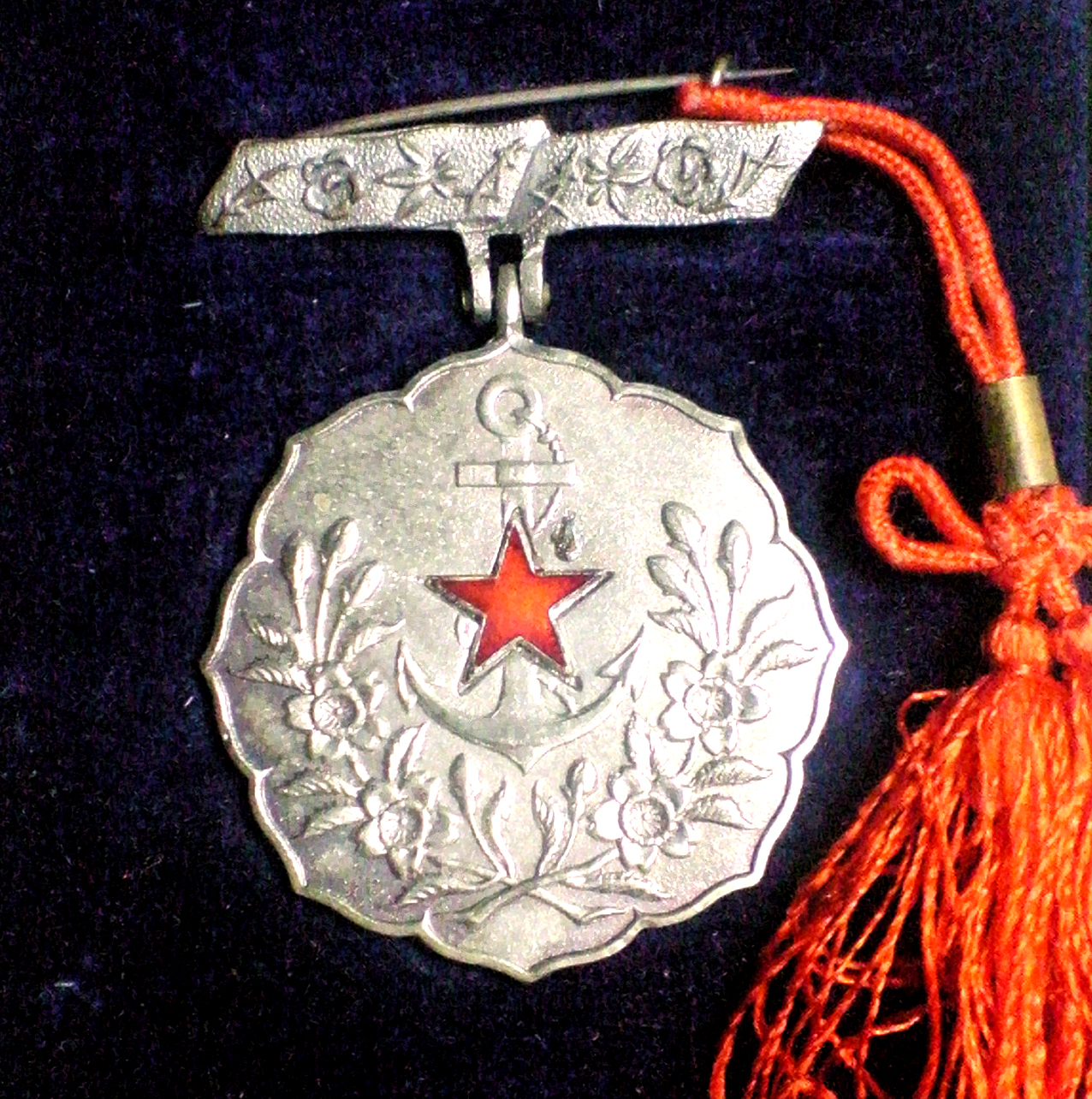
戦前日本の愛国婦人会参等有功章
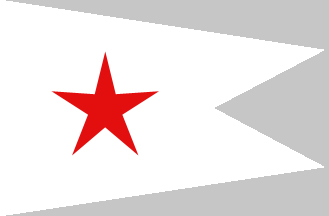
外航客船定期便会社の赤い星ラインの旗